# 友愛（南）巴士總站
友愛（南）巴士總站（英語：Yau Oi (South) Bus Terminus）位於香港屯門海珠路，在豐景園對面，鄰近輕鐵豐景園站，現時有1條巴士路線以此處為總站，另外有20條巴士路線及2條專線小巴路線途經此站。
此總站不設站長，由龍門居總站管理。

## 歷史
- 1984年3月：本總站啟用，當時屯門碼頭位於友愛邨的南面（即現時豐景園附近）。
- 1984年3月7日：九龍巴士60線遷入本總站。
- 1986年12月5日：位於蝴蝶灣的永久渡輪碼頭於1986年11月落成啟用，本總站改名為友愛（南）巴士總站。
- 1992年3月16日：九龍巴士260C線投入服務。
- 2004年2月8日：九龍巴士61M線投入服務。
- 2004年2月9日：九龍巴士60線取消服務。
- 2011年9月5日：九龍巴士61M線由荃灣鐵路站起載的特別班次取消；九龍巴士260C線總站由此延長至三聖公共運輸交匯處，來回程繼續途經此站[1]。
- 2013年9月28日：九龍巴士66線取消服務。
- 2022年7月1日：九龍巴士61M線由葵興站起載的特別班次取消。
- 2025年8月18日：為了配合私營房屋發展項目，本總站關閉，61A及61M遷移總站，而其餘路線遷移至約130米的海珠路遊樂場外。

## 總站路線資料（巴士）

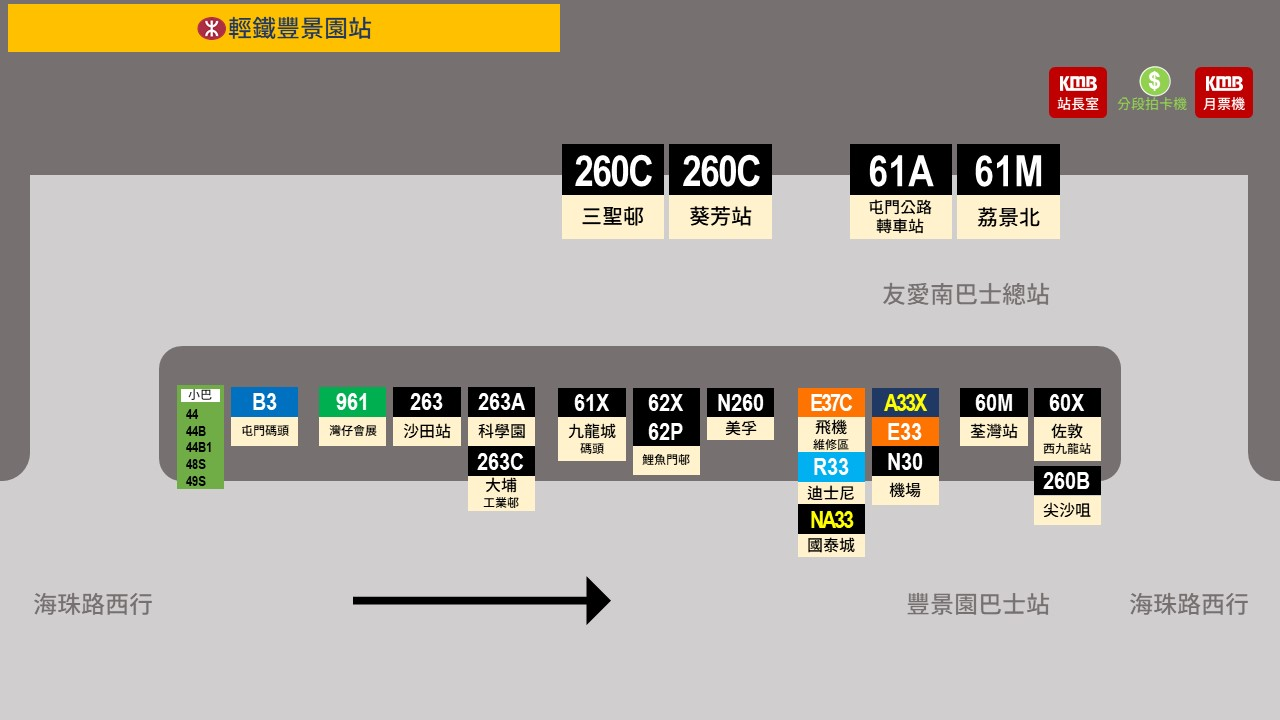
友愛（南）巴士總站平面圖（截至2021年12月）

### 九龍巴士61A線
- 友愛（南） → 屯門公路轉車站

### 九龍巴士61M線
- 友愛（南） ↔ 荔景（北）

於2004年2月8日投入服務，取代來往井財街及葵芳站的九龍巴士52M線，途經友愛邨、安定邨、置樂花園、三聖、黃金海岸、大欖、屯門公路、荃灣、大窩口站、葵興及葵芳。

## 途經路線資料（巴士）

### 九龍巴士60M線
- 屯門站 ↔ 荃灣站

由九龍巴士營運的一條路線，途經屯門市中心、友愛、安定及兆麟苑往來港鐵荃灣站的接駁巴士服務。於1982年5月16日隨地鐵荃灣綫全線通車而投入服務。

### 九龍巴士60X線
- 屯門市中心 ↔ 佐敦（西九龍站）

由九龍巴士營運的一條路線，途經屯門市中心、安定、友愛及兆麟苑往來長沙灣、旺角、油麻地及佐敦的巴士服務。於1986年4月7日起投入服務。

### 九龍巴士61X線
- 屯門市中心 ↔ 九龍城碼頭

由九龍巴士營運的一條路線，途經屯門新墟、市中心、友愛、安定、兆麟苑往來黃大仙、新蒲崗、九龍城、土瓜灣的巴士服務。於1986年4月7日起投入服務。

### 九龍巴士62P線
- 屯門市中心 → 鯉魚門邨

由九龍巴士營運的一條路線，途經屯門市中心、安定、友愛、豐景園往黃大仙、彩虹、九龍灣、觀塘、藍田、油塘的巴士服務。於2021年12月20日起開辦。只在平日上午繁忙時間提供服務。

### 九龍巴士62X線
- 兆康站（南） ↔ 鯉魚門邨

由九龍巴士營運的一條路線，途經景峰花園、屯門新墟、屯門市中心、安定、友愛、豐景園往來黃大仙、彩虹、九龍灣、觀塘、藍田、油塘的巴士服務。於1987年10月26日起投入服務。

### 九龍巴士259R線
- 香港體育館 → 屯門碼頭

### 九龍巴士259S線
- 屯門（龍門居） → 觀塘碼頭

由九龍巴士營運的一條路線，途經龍門居、屯門市中心、安定、友愛、豐景園往九龍灣商貿區及觀塘商貿區的巴士服務。於2022年5月3日起投入服務，只於平日早上繁忙時間提供服務。

### 九龍巴士260B線
- 屯門市中心 → 尖沙咀

由九龍巴士營運的一條路線，途經屯門市中心、安定、友愛及豐景園往美孚、旺角、佐敦及尖沙咀的晨早巴士服務。於1991年10月28日起投入服務。只在平日上午於屯門市中心開出5班。

### 九龍巴士260C線
- 屯門（三聖邨） ↔ 葵芳站

於1992年3月16日投入服務，2011年9月5日由此延長至三聖公共運輸交匯處，途經豐景園、友愛邨、屯門公路、荃灣、大窩口站及葵興，只於平日繁忙時間提供服務。

### 九龍巴士263線
- 屯門站 ↔ 沙田站

由九龍巴士營運的一條路線，途經屯門新墟、屯門市中心、友愛邨/安定邨、兆麟苑及豐景園往來沙田市中心及港鐵沙田站的巴士服務。於1996年12月20日起投入服務。本線是唯一一條兩邊總站分別位於港鐵東鐵綫及屯馬綫車站，而又不是接駁港鐵兩線的新界區巴士路線。

### 九龍巴士263A線
- 屯門站 ↔ 香港科學園

於2018年4月9日起投入服務，途經屯門新墟、屯門市中心、友愛邨/安定邨、兆麟苑及豐景園往來石門、馬料水的巴士路線，只限平日繁忙時間提供服務。

### 九龍巴士263B線
- 屯門站 ↔ 火炭（山尾街）

於2022年11月14日起投入服務，途經屯門新墟、屯門市中心、友愛邨/安定邨、兆麟苑及豐景園往來火炭的巴士路線，只限平日繁忙時間提供服務。

### 九龍巴士263C線
- 屯門站 ↔ 香港教育大學

於2019年5月2日起投入服務，途經屯門新墟、屯門市中心、友愛邨/安定邨、兆麟苑及豐景園往來香港科學園、白石角、廣福邨、大埔墟、大埔中心和大埔工業邨，只限平日繁忙時間提供服務。

### 過海隧道巴士960B線
- 屯門（建生邨） ↔ 鰂魚涌（英皇道）

途經屯門良景、田景、屯門市中心、安定及友愛往來港島東區的巴士服務。於2008年5月13日起投入服務，只限平日繁忙時間提供服務。

### 過海隧道巴士961線
- 屯門（山景邨） ↔ 灣仔（會議展覽中心）

途經屯門山景、屯門工業區、屯門市中心、安定及友愛往來港島中區及灣仔的巴士服務。於1997年10月3日起投入服務。

### 龍運巴士A33X線
- 屯門（富泰） ↔ 機場（地面運輸中心）

由龍運巴士營運的一條路線，途經景峰花園、新墟、屯門站、屯門市中心、友愛、安定及兆麟苑往來香港國際機場的豪華巴士服務。

### 城巴B3線
- 屯門碼頭 ↔ 深圳灣口岸

由城巴營運的一條口岸巴士路線，途經屯門碼頭、美樂花園、龍門居、豐景園、恆福花園、兆麟苑、置樂花園及屯門市中心往來深圳灣口岸的口岸巴士服務。於2007年7月1日起投入服務。以配合深圳灣口岸啟用及深港西部通道（深圳灣公路大橋及港深西部公路）通車。

### 龍運巴士E33線
- 屯門市中心 ↔ 機場（地面運輸中心）

由龍運巴士營運的一條路線，途經屯門市中心、友愛、安定、兆麟苑、龍門居及蝴蝶邨往來東涌市中心及機場的巴士服務。於1998年5月26日起投入服務。是龍運首條連接屯門和北大嶼山的巴士路線，也是首條途經汀九橋的龍運路線。2020年12月28日起配合屯門赤鱲角隧道通車加經龍門居及蝴蝶邨。

### 龍運巴士E37C線
- 天水圍市中心 ↔ 飛機維修區

於2021年12月20日投入服務，途經嘉湖山莊（美湖居、麗湖居、景湖居）、天晴邨、香港濕地公園、天逸邨、天富苑、天頌苑、天瑞邨、天水圍公園、天耀邨、天祐苑、元朗公路 、紅橋、屯門市中心、友愛邨/安定邨、兆麟苑、屯門赤鱲角隧道及機場後勤區，只限每日繁忙時間提供服務。

### 龍運巴士N30線
- 元朗站 ↔ 機場（暢達路）（經東涌）

由龍運巴士營運的一條路線，途經元朗、天水圍及屯門往來東涌市中心、機場後勤區及香港國際機場的通宵巴士服務。於1998年11月22日起投入服務。方便深夜往返機場及新界西北區的乘客。

### 九龍巴士N260線
- 屯門碼頭 ↔ 美孚

由九龍巴士營運的一條路線，途經屯門南、山景、良田、兆康苑、虹橋、屯門市中心及友愛）往來荃灣、葵涌及美孚的通宵巴士服務。於1997年7月14日起投入服務。

### 龍運巴士NA33線
- 國泰城 ↔ 屯門（富泰）（經機場客運大樓、港珠澳大橋香港口岸）

由龍運巴士營運的一條路線，提供香港國際機場往來屯門的通宵巴士服務。

### 迪士尼樂園巴士R33線
- 屯門站 ↔ 迪士尼樂園

由龍運巴士營運的一條路線，提供屯門新墟、屯門市中心、友愛、安定、兆麟苑、龍門居及蝴蝶邨往來香港迪士尼樂園度假區的巴士服務。於2005年8月16日起配合香港迪士尼樂園即將啟用而投入服務。現時只於假日早上提供由屯門開往迪士尼樂園及每日晚上由迪士尼樂園開往屯門的單向服務。

### 龍運巴士X33線
- 機場博覽館 → 洪元路洪福邨

## 途經路線資料（專線小巴）

### 新界區專線小巴44線
- 屯門碼頭 ↔ 上水站

### 新界區專線小巴44B線（每日2300－0600班次）
- 屯門站／屯門碼頭 ↔ 落馬洲轉車站／落馬洲管制站

提供港鐵屯門站、新墟、河田工業區、大興、良田、建生及兆康苑往來落馬洲轉車站／管制站的專線小巴服務，於1999年起投入服務。現為24小時行走，深宵班次延長至落馬洲管制站及屯門碼頭，故凌晨時段會途經本站。

### 新界區專線小巴44B1線
- 屯門碼頭 ↔ 落馬洲轉車站

是44B的輔助線，提供屯門南、龍門路、安定、友愛、屯門市中心往來落馬洲轉車站／管制站的專線小巴服務。於2005年11月29日起投入服務。本路線是目前香港各專線小巴路線中，唯一一條以B1字尾作編號的專線小巴路線。

### 新界區專線小巴47S線
- 屯門碼頭 ↔ 旺角（弼街）

### 新界區專線小巴48S線
- 良景邨 ↔ 旺角（弼街）

### 新界區專線小巴49S線
- 兆康苑 ↔ 灣仔（分域街）

## 外部連結
- 九巴（页面存档备份，存于）
- 豐景園分站（页面存档备份，存于），城巴／新巴
- 龍運巴士（页面存档备份，存于）